# Wollinghuizen
Wollinghuizen est un hameau qui fait partie de la commune de Westerwolde, situé dans la province néerlandaise de Groningue.
Wollinghuizen est situé sur la vieille route reliant Vlagtwedde à Sellingen, entre le Canal du Ruiten-Aa et le Ruiten-Aa.